# 天津文化艺术品交易所
天津文化艺术品交易所，是经天津市人民政府批准设立的中国大陆第二家文化艺术品交易所。目前，天津文化艺术品交易所是全球首家由政府发起批准的份额化的文化艺术品交易所，亦是中国目前唯一一家受省级地方政府直接监管的份额化的艺术品交易所。